# Gmina Rudersdal
Gmina Rudersdal (duń. Rudersdal Kommune) – gmina w Danii w regionie Region Stołeczny.
Gmina powstała w 2007 roku na mocy reformy administracyjnej z połączenia gmin Søllerød i Birkerød.
Siedzibą gminy jest miasto Holte.